# Championnats panaméricains de BMX 2022
Navigation
Édition précédente Édition suivante
Les championnats panaméricains de BMX 2022 ont eu lieu le 10 septembre 2022 à Santiago del Estero en Argentine.

## Podiums
| Épreuves               | Or              | Argent           | Bronze                |
| ---------------------- | --------------- | ---------------- | --------------------- |
| Épreuves masculines    |                 |                  |                       |
| Élites hommes          | Diego Arboleda  | Anderson Souza   | Nicolás Torres        |
| Moins de 23 ans hommes | Mauricio Molina | Cristhian Castro | Emiliano De La Fuente |
| Juniors hommes         | Santiago Santa  | Pedro Benalcazar | Franco Molina         |
| Épreuves féminines     |                 |                  |                       |
| Élites femmes          | Mariana Pajón   | Paola Reis       | Shanayah Howell       |
| Moins de 23 ans femmes | Valentina Muñoz | Caroline Rossi   | Micaela Ramirez       |
| Juniors femmes         | Sharid Fayad    | Domenica Mora    | Isabela Carranza      |